# Пилипенко, Николай Варфоломеевич
Николай Варфоломеевич Пилипенко — советский философ, доктор философских наук.

## Биография
Родился в 1916 году в посёлке Ливановка. Член КПСС.
Окончил рабфак Луганского института общественного питания, химико-биологический факультет Луганского (Ворошиловградского) педагогического института, Академию общественных наук при ЦК ВКП(б).
Участник присоединения к Советскому Союзу Западной Украины и Белоруссии, советско-финской войны.
В 1940—1941 гг. — заведующий военно-физкультурным отделом Ворошиловградского обкома ЛКСМ Украины.
Участник Великой Отечественной и советско-японской войн: диспетчер автобронетанкового отдела штаба Харьковского военного округа, старший техник-нормировщик, начальник механического цеха 44-х автобронетанковых мастерских на Юго-Западном и Юго-Восточном фронтах, начальник механического цеха, командир 158-го отдельного ремонтно-восстановительного батальона.
В 1946—1949 гг. — помощник первого секретаря Ворошиловградского обкома КП(б) Украины, первый секретарь Ворошиловградского обкома ЛКСМ Украины, заведующий отделом партийных, комсомольских и профсоюзных организаций Ворошиловградского горкома КП(б) Украины.
В 1952—1953 гг. — инструктор отдела философских и правовых наук и высших учебных заведений ЦК КПСС.
В 1953—1959 гг. — заведующий кафедрой философии Ярославского государственного педагогического института им. К. Д. Ушинского.
В 1959—1968 гг. — заместитель начальника управления общественных наук, начальник Главного управления университетов, экономических и юридических вузов Министерства высшего и среднего специального образования РСФСР.
В 1968—1984 гг. — заведующий сектором философских наук ЦК КПСС.
В 1984—1991 гг. — профессор кафедры философии Академии общественных наук при ЦК КПСС.
Умер в 2020 году в Москве.

## Вклад в философию
Автор 7 монографий, более 100 разделов в книгах, научных статей и статей в центральной прессе, а также редактор 15 монографий по проблемам философских категорий необходимости и случайности и общих закономерностей становления и развития социализма в конкретно-исторических условиях различных стран.
Ключевые работы:
- Необходимость и случайность. М., 1965;
- Соотношение необходимости и случайности в научном творчестве // Научное открытие и его восприятие. М., 1971;
- Взаимосвязь причинности, необходимости и случайности // ВФ. 1973. № 9;
- Категории необходимости и случайности в философии Гегеля // ФН. 1974. № 5;
- Особенности протекания НТР в различных социально-экономических системах. М., 1974;
- Причинная обусловленность необходимого и случайного // Современный детерминизм и наука. Новосибирск, 1975;
- Утопизм буржуазных теорий общества «нового типа». М., 1976;
- Общее и особенное в возникновении и развитии социализма. М., 1976;
- Необходимость и случайность в наследственной изменчивости. [В соавт.] // ВФ. 1977. № 2;
- Необходимость и случайность как формы знания // Материалистическая диалектика как логика. Алма-Ата, 1979;
- Диалектика необходимости и случайности. М., 1980;
- К проблеме социального детерминизма // Коммунист. 1981. № 14;
- О сущности и структуре социологического знания. [В соавт.] // ФН. 1986. № 6;
- О категориях диалектики в диалектическом материализме // Там же. 1990. № 11;
- Последний этап борьбы с «лысенковщиной» // Отечественная философия: опыт, проблемы, ориентиры исследования. Вып. XVII. М., 1995;
- Институт конкретных социальных исследований и развитие социологической науки в СССР (1968—1978) // Российская социология 60-х годов в воспоминаниях и документах. М., 1999.

## Награды
- Орден Отечественной войны II степени
- Орден Красной Звезды
- Орден Знак Почёта (трижды)